# 織田秀則
織田 秀則（おだ ひでのり）は、安土桃山時代から江戸時代初期にかけての武将。美濃岐阜城主・織田信忠の次男。織田秀信は異母兄。諱は秀利とも。洗礼名はパウロである。織田信長の孫にあたる。

## 生涯
慶長元年（1596年）頃、大坂城下で暮らしており、キリスト教に入信し、パウロという洗礼名を得る。なお、兄秀信も同時にキリスト教に入信する。ルイス・フロイスは秀則を「素性を知らずに彼と少し話した場合、その品格によりドイツの貴族と判断してしまう」と評している。慶長3年（1598年）京都妙心寺の塔頭として見性院を創建する。見性院はのち美濃の石河氏により桂春院として整えられ、現在も存続している。
慶長5年（1600年）、関ヶ原の戦いに際しては、兄と共に西軍に属し、美濃岐阜城に篭城する。一般には偽書とされる『江源武鑑』巻十八では織田兵部、津田藤右衛門らとともに、秀信の弟織田左衛門が大いに働きがあったと記述されている。
戦後、兄秀信は改易となり、秀則は豊臣家を頼り、大坂城下に移り住む。その後、豊臣家の滅亡にともなって、京都に移り住む。晩年は剃髪し、宗爾と称した。津田信益と改名したとも伝わるが、同名の別人の可能性もあり詳細は不明である。
寛永2年（1625年）10月27日、京都で死去、45歳。